# Тираґетія

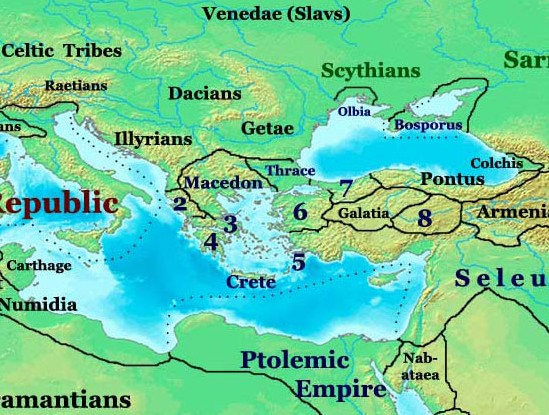
Getae — Ґети на мапі народів античного світу.

Тираґетія або Тірагетія (дав.-гр. Τυραγγεῖται, Tυραγγέται, Τυρεγέται) — область з обох боків Дністра (дав.-гр. Τύρας, Тирас) і навколо міста Тіра, де в античний період мешкав народ ґети (грец. Γέται), від чого і походить назва. У різні періоди Тераґетією позначали території від безпосередньо Прута до широкої області, що включала сучасну Молдавію, межиріччя Дністра до Тиси на заході, та до Галичини на півночі У римські часи була східною частиною Дакії.
У пізніші часи територія Тираґетії була розділена і не згадується під єдиною назвою. Найближчим сучасним відповідником є Бессарабія та Придністров'я.

## Сучасне використання назви
Національний музей історії Молдови видає щорічний науковий журнал по історії «Tyragetia» з 1996 року. В журналі публікуються статті румунською, англійською, російською та іншими мовами, в тому числі й українських науковців археологів і істориків. Велику частку складають дослідження степових культур.